# He-Man (personage)
He-Man is een actiefiguur, die het bekendst is van zijn hoofdrol in de tekenfilmseries over de Masters of the Universe. De eerste serie werd vanaf 1985 uitgezonden op de Nederlandse televisie. In de tekenfilms worden middeleeuwse taferelen gecombineerd met sciencefiction en magie. Voor die tijd bestonden er al stripverhalen over He-Man.

## Setting
De verhalen spelen zich af op de planeet Eternia. Ooit had Eternia een geavanceerde beschaving, maar door een vernietigende oorlog is de planeet teruggeworpen in de middeleeuwen. He-Man gaat door het leven als prins Adam, de zoon van koning Randor en koningin Marlena. Koning Randor is de heerser over de planeet. De familie leeft samen in hun paleis te Eternia. Dan is er ook het spookachtige kasteel Grayskull, waar de tovenares woont. Dit kasteel heeft de vorm van een schedel en herbergt vele magische krachten, waarvan de tovenares de hoeder is.
Aan prins Adam is door de tovenares een magisch zwaard geschonken, waarmee hij zichzelf kan omvormen tot de sterke He-Man. Hij doet dit door zijn magische zwaard op te heffen en By the power of Grayskull...I have the power! te roepen. Zijn huisdier, de bange tijger Cringer, verandert dan ook in de moedige vechtmachine Battlecat. Als He-Man op pad is communiceert de tovenares op telepathische wijze met hem. He-Man beschermt de geheimen van het kasteel Grayskull tegen de kwaadaardige Skeletor en zijn handlangers, die al meerdere keren geprobeerd hebben om het kasteel te veroveren.

## Andere personages
De goeden:
- She-Ra, de tweelingzus van He-man. Zij heeft ook een eigen tekenfilmserie.
- Man-At-Arms, wiens echte naam Duncan is. Hij is de wapenmeester van het paleis. Hij voorziet He-Man van futuristische wapens uit de tijd van voor de oorlog. Hij weet dat He-man in werkelijkheid prins Adam is.
- Teela is de stiefdochter van Duncan. Ze is sterk en moedig en ze probeert Prins Adam te beschermen. Ze weet niks van Adams dubbelleven.
- Orko, een elf achtig wezen die zijn gezicht steeds verbergt onder een hoed. Hij beschikt over magische krachten en beweegt zich voornamelijk voort door in de lucht te zweven. Hij weet van prins Adams geheime identiteit.
- Battlecat, het tijgerachtige rijdier van He-man.

De slechteriken:
- Skeletor is een blauwe tovenaar met een schedel in plaats van een hoofd.
- Evil-Lyn is een tovenares in dienst van Skeletor.
- Beastman is een handlanger van Skeletor die telepathische macht heeft over dieren.
- Trap-Jaw is een wapenexpert en een cyborg met een metalen bek, in dienst van Skeletor.
- Mer-Man is een vis-man, die controle heeft over wezens in de zee. Hij is een handlanger van Skeletor.
- Tri-Klops is een jager met drie ogen en een zwaard, hij kan alle kanten op kijken en elk van zijn ogen heeft een andere specialiteit.
- Andere slechteriken zijn Hordak en King Hiss. Deze laatste is de koning over de slangenmensen.

## Producties waarin He-Man voorkomt
- In het begin van de jaren 1980 werd de speelgoedlijn Masters of the Universe uitgebracht door fabrikant Mattel. In de bijgeleverde boekjes speelde He-Man een belangrijke rol.
- In 1983 produceerde Mattel in combinatie met Filmation de eerste animatieserie over He-Man.
- De Zweedse karateka Dolph Lundgren speelde He-Man in 1987 in de sciencefiction-actiefilm Masters of the Universe.
- In 1990 werd een nieuwe serie tekenfilms geproduceerd onder de naam The New Adventures of He-Man.
- Een update van de eerste serie volgde in 2002, eveneens He-Man and the Masters of the Universe geheten.
- In 2003 werd het spel He-Man: Power of Grayskull uitgebracht, voor onder meer de Xbox en de Game Boy Advance.
- In 2021 kwam een animatieserie die masters of the universe revelation heet.
- In 2021 kwam een remake van de animatieseries met modernere animatie, deze[1] draagt dezelfde naam als de originele series uit het begin van de jaren '80.
- In 2022 verscheen He-Man in de film Chip 'n Dale: Rescue Rangers op de streamingdienst Disney+. He-Man heeft een cameo-rol in deze film en werd ingesproken door Alan Oppenheimer.